# Robert Hayden
Pour les articles homonymes, voir Hayden.
Asa Bundy Sheffey connu sous le nom de Robert Earl Hayden (né le 4 août 1913 à Détroit dans le Michigan et mort le 25 février 1980 à Ann Harbor dans le Michigan) est un poète, essayiste et professeur d'université américain. Il est le premier Afro-Américain à recevoir la charge honorifique de poète lauréat des États-Unis.

## Biographie

### Jeunesse et formation
Robert Hayden est né dans le ghetto de Paradise Valley dans le Black Bottom  de Détroit, ses parents, Gladys Ruth et Asa Sheffey, se séparent peu de temps avant sa naissance et à ses 18 mois, sa mère l'abandonne, pour le confier à un couple voisin, Sue Ellen Westerfield et William Hayden, qui lui donneront son second nom de famille. Il rencontre quelques fois ses parents biologiques, mais les visites se passent mal et seront sans lendemain.
Dès son enfance, il est atteint d'une forte myopie, il ne peut participer aux activités sportives et se réfugie dans la lecture.
En 1932, après ses études secondaires à la Northern High School, grâce à une bourse il peut entrer au Detroit City College (devenu la Wayne State University), il y obtient son Bachelor of Arts (licence) en 1936.
En 1944, il soutient avec succès son Master of Arts (mastère 2) à l'université du Michigan.

### Carrière littéraire
Dès son adolescence, il se met à écrire, il écrit une nouvelle Gold qui lui vaut un prix de la Northern High School. En plus des auteurs classiques de la littérature anglaise et américaine, il lit les auteurs de la Renaissance de Harlem, comme Langston Hughes et Countee Cullen,.
En 1931, son poème  "Africa", est publié par le magazine Abbott's Monthly. Il rencontre Langston Hughes qui l'encourage à continuer d'écrire.
Durant ses études à l'Université du Michigan il suit les cours de W.H. Auden qui va le soutenir. Ses premières parutions lui valent d'être récompensé par deux Hopwood awards par l'université du Michigan.
En 1940, il publie son premier recueil Heart-Shape in the Dust.
En 1947, grâce à une bourse de la fondation de Julius Rosenwald, il peut se consacrer à la rédaction de son second recueil The Lion and the Archer qui parait en 1948.
De 1954 à 1955 grâce à une bourse de la Fondation Ford, il peut écrire à Mexico dans une résidence littéraire, son travail sera publié sous le titre de Figure of Time, avec des illustrations d'Aaron Douglas.
En 1966, il accède à la reconnaissance internationale lors du premier Festival mondial des arts nègres de Dakar, où son recueil A Ballad of Remembrance remporte le grand prix de poésie à l'unanimité du jury.
De retour, il est critiqué par des universitaires de l'université Fisk se réclamant du Black Arts Movement qui lui reprochent son style "bourgeois"  et son manque de conscience politique. Blessé, Robert Hayden réplique par Words in the Mourning Time où il rappelle combien il se situe dans une histoire afro-américaine, même s'il dépasse les frontières des communautés, en rendant hommage à Frederick Douglass, Nat Turner, Harriet Tubman, et Malcolm X.

### Carrière universitaire
- 1936-1940 : chercheur pour le Federal Writers' Project[15], de la Work Projects Administration[11],[16].
- 1944-1946 : assistant à l'université du Michigan de Ann Harbor.
- 1946-1969 : professeur de littérature anglaise à l'université Fisk de Nashville.
- 1969-1980 : professeur de littérature anglaise à l'université du Michigan

### Vie privée
Le 15 juin 1940, il épouse la pianiste Erma Inez Morris, ils ont une fille Maia, née le 5 octobre 1942.
En 1943, il adhère au Bahaïsme.
Il repose au Fairview Cemetery d'Ann Harbor au côté de son épouse.

## Œuvres
- Heart-Shape in the Dust, éd. Falcon Press, 1940,
- The Lion and the Archer, co-écrit avec Myron O’Higgins, éd. Hemphill Press, 1948,
- Figure of Time, éd. Hemphill Press, 1955,
- A Ballad of Remembrance, éd. Paul Bremen, 1962
- Selected Poems, éd. October House, 1966
- Words in the Mourning Time, éd. October House, 1970
- The Night-Blooming Cereus, éd. Paul Bremen, 1972
- Angle of Ascent: New and Selected Poems, éd. Liveright, 1975
- American Journal, éd. Effendi Press, 1978

## Prix, distinctions et hommages
- 1938 : Lauréat du Hopwood Award (en), décerné par l'université du Michigan[20]
- 1942 : Lauréat du Hopwood Award, décerné par l'université du Michigan
- 1947 : Boursier de la fondation Julius Rosenwald[21]
- 1954-1955 : Pensionnaire de la Fondation Ford pour écrire en résidence littéraire à Mexico[22]
- 1966 : Lauréat du Grand prix de poésie décerné par le Festival mondial des arts nègres de Dakar pour son recueil A Ballad of Remembrance[18]
- 1969 : Récipiendaire de la Mayor's Bronze Medal, décernée par la ville de Détroit[17].
- 1975 : Boursier de l'Academy of American Poets en reconnaissance de son œuvre[23].
- 1976-1978 : élu Poète lauréat des États-Unis et consultant en poésie auprès de la Bibliothèque du Congrès[24].
- 2012 : Édition d'un timbre à son effigie par l'USPS (services postaux des États-Unis)[25],[26].